# Филармонический оркестр Северогерманского радио
Филармонический оркестр Северогерманского радио (нем. NDR Radiophilharmonie) — немецкий симфонический оркестр, радиоансамбль, базирующийся в Ганновере.
Основан в 1950 году как Ганноверский радиооркестр Радио Северо-Западной Германии (нем. Rundfunkorchester Hannover des NWDR), насчитывая первоначально всего 45 оркестрантов. В 1955 году перешёл в ведение Северогерманского радио (NDR). С появлением в распоряжении оркестра в 1963 году большого зала его состав был увеличен до 87 исполнителей. Уже в начальный период существования оркестра его фирменным стилем стало исполнение лёгкой музыки; заметную роль в этом сыграл работавший с оркестром дирижёр и композитор Рихард Мюллер-Ламперц. 
На протяжении многих лет оркестр отличает, с одной стороны, интерес к музыке XVII—XVIII веков, а с другой — сотрудничество с музыкантами других музыкальных направлений: так, в 1988 году оркестр участвовал в записи последнего альбома Чета Бейкера, в 1999 г. сопровождал в гастрольном туре Патрисию Каас, на протяжении 2000-х гг. постоянно сотрудничал с Хербертом Грёнемайером. Гастроли оркестра проходили по всему миру от Японии до Бразилии, в 2012 году оркестр принял участие в музыкальном фестивале в Абу-Даби.

## Главные дирижёры
- Вилли Штайнер (1950—1975)
- Бернхард Клее (1976—1979)
- Зденек Мацал (1980—1984)
- Альдо Чеккато (1985—1989)
- Бернхард Клее (1991—1995)
- Эйдзи Оуэ (1998—2009)
- Эйвинн Гульберг Йенсен (2009—2014)
- Эндрю Манце (с 2014 г.)